# Athetis roastis
Athetis roastis là một loài bướm đêm trong họ Noctuidae.